# Triangulación (geometría)

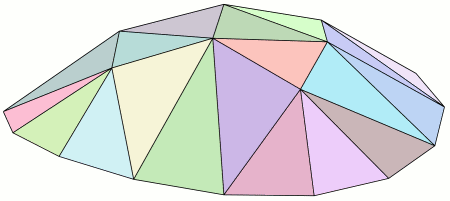
Triangulación de una superficie convexa

Triangulación de una superficie implícitade genus 3

En geometría, una triangulación es una subdivisión  de un objeto planar en triángulos, y por extensión la subdivisión de cualquier objeto geométrico de mayor dimensión en símplices. Así, una triangulación de un volumen tridimensional implicaría una subdivisión en tetraedros. 
En la mayoría de los casos, se requiere que los triángulos de una triangulación sean vecinos entre sí borde-a-borde y vértice-a-vértice.

## Tipos
Pueden definirse varios  tipos diferentes de triangulaciones, dependiendo tanto del  objeto geométrico que será subdividido cómo del modo en que realiza dicha subdivisión.
- Una triangulación {\displaystyle T} de un espacio {\displaystyle \mathbb {R} ^{d}} es una subdivisión de  {\displaystyle \mathbb {R} ^{d}} en símplices {\displaystyle d}-dimensionales, tal que cualquier par de símplices en {\displaystyle T} tiene a lo sumo una cara común (un símplex de cualquier dimensión más baja), y cualquier conjunto acotado {\displaystyle \mathbb {R} ^{d}} cruza sólo finitamente muchos símplices en {\displaystyle T}. Es decir, es un complejo simplicial localmente finito que cubre el espacio entero.
- Una triangulación de un conjunto del puntos o triangulación de un conjunto discreto de {\displaystyle {\mathcal {P}}\subset \mathbb {R} ^{d}}, es una subdivisión de la envolvente convexa de los puntos en símplices tal que cualquier par de símplices tienen a lo sumo una cara común de cualquier dimensión, y tal que el conjunto de vértices de los símplices está contenido en {\displaystyle {\mathcal {P}}}. Frecuentemente las triangulaciones de puntos de uso más frecuentes y estudiadas incluyen la triangulación de Delaunay (para puntos en posición general, el conjunto de simplices que están circunscritos por una bola abierta que no contiene puntos de entrada) y la triangulación de peso mínimo (triangulación del conjunto de puntos minimizando la suma de las longitudes de los bordes).
- En cartografía, una red irregular de triángulos es una triangulación de puntos de un conjunto de puntos bidimensionales junto con elevaciones para cada punto. Levantar cada punto del plano a su altura elevada levanta los triángulos de la triangulación en superficies tridimensionales, que forman la aproximación de una forma de relieve tridimensional.
- Una triangulación de un polígono es una subdivisión  del interior de un polígono en una serie de triángulos vecinos borde-a-borde, junto a la propiedad de que el conjunto de vértices de dicha triangulación coincide con el conjunto de vértices del polígono. La triangulación de un polígono puede ser calculada en tiempo lineal y sirve como base de varios algoritmos geométricos importantes, incluyendo una solución sencilla al problema de la galería de arte. Se llama triangulación restringida de Delaunay a la triangulación de Delaunay del conjunto de puntos del polígono que respeta las conexiones originales entre pares de los vértices del polígono.
- Una triangulación de una superficie consta de una red de triángulos con puntos en una superficie dada que cubre la superficie en parte o totalmente.
- En el método de los elementos finitos, las triangulaciones son a menudo utilizadas como la malla que subyace a un cálculo. En este caso, los triángulos tienen que formar una subdivisión del ámbito para ser simulado, pero en vez de restringir los vértices a puntos de entrada, se permite añadir una serie de puntos de Steiner como vértices. Para ser adecuada como malla de elementos finitos, una triangulación debe tener triángulos bien formados, según criterios que dependen de los detalles de la simulación de elementos finitos; por ejemplo, algunos métodos requieren que todos los triángulos sean rectángulos o acutángulos, evitando mallas de triángulos obtusángulos. Existen varias técnicas para construir dichas mallas, incluyendo algoritmos de refinamiento de Delaunay, como el segundo algoritmo de Chew o el algoritmo de Ruppert.
- En espacios topológicos generalizados, una triangulación de un espacio generalmente consiste en un complejo simplicial que es homeomórfico al espacio.

## Generalización
El concepto de triangulación también puede generalizarse algo a subdivisiones en formas relacionadas con triángulos. En particular, una pseudotriangulación de un conjunto de puntos es una partición del casco convexo de los puntos en pseudotriángulos, polígonos que como triángulos tienen exactamente tres vértices convexos. Como en las triangulaciones de un conjunto de puntos, se requiere que las pseudotriangulaciones tengan sus vértices en los puntos de entrada determinados.